# My Guns Are Loaded
My Guns Are Loaded è un singolo della cantante britannica Bonnie Tyler, pubblicato nel 1978 come estratto dall'album Diamond Cut.

## Descrizione
Il singolo è uscito in numerose edizioni tra il 1978 e il 1979, pubblicato esclusivamente su formato vinilico in 7" a 45 giri, su etichette RCA, RCA Victor e Tonpress. Del singolo esistono più versioni, con differenti lati B. Alcune edizioni presentano come lato B il brano The Eyes Of A Fool, mentre altre il brano Baby I Just Love You. Un'edizione statunitense promo, presenta la medesima traccia, la tile track My Guns Are Loaded, su entrambi i lati, in uno in formato stereofonico, nell'altro in formato monoaurale.

## Tracce
7"
Testi e musiche di Ronnie Scott, Steve Wolfe.
1. My Guns Are Loaded – 2:58
2. The Eyes Of A Fool – 3:15

Durata totale: 6:13
7"
Testi e musiche di Ronnie Scott, Steve Wolfe.
1. My Guns Are Loaded – 3:45
2. Baby I Just Love You – 3:03

Durata totale: 6:48
7" promo, USA
Testi e musiche di Ronnie Scott, Steve Wolfe.
1. My Guns Are Loaded (Mono) – 3:45
2. My Guns Are Loaded (Stereo) – 3:45

Durata totale: 7:30

## Musicisti (parziale)
- Bonnie Tyler - voce